# Затворник
Затворници пренасочва насам.  За филма от 2013 г. вижте Затворници (филм).
Затворник е човек, лишен от свобода въпреки неговата воля и желание.
Това може да бъде в затвор или друга подобна институция, при залавяне или принудително ограничение. Отнася се основно за тези, които излежават ефективна съдебна присъда. Смисълът на генералната превенция (страх от наказание и превъзпитаване на престъпилите) сега е само в частта с изолирането на затворниците от обществото като няма нито един затворник от високите етажи на властта или престъпността. Преди 1990 във всички български затвори има производства които сега са минимални или липсващи.

## Известни затворници
- Ал Капоне – в Алкатрас
- Чарлс Менсън
- Александър Пичушкин
- Нелсън Мандела
- Джон Дилинджър
- Джордж Кели – (осъден за отвличане)
- Желязната маска
- Мейър Коен
- Артър Баркър
- Бърнард Мадоф
- О`Джей Симпсън
- Михаил Ходорковски
- Джефри Скилинг
- Марта Стюарт
- Парис Хилтън – каране в нетрезво състояние
- Бърнард Ебърс
- Чарлс Баркли – за каране в пияно състояние
- Ърл Симънс (Рапърът DMX) – за притежание на наркотици
- Майк Тайсън
- Мохамед Али – за отказа му да участва във Виетнамската война